# Madracis auretenra

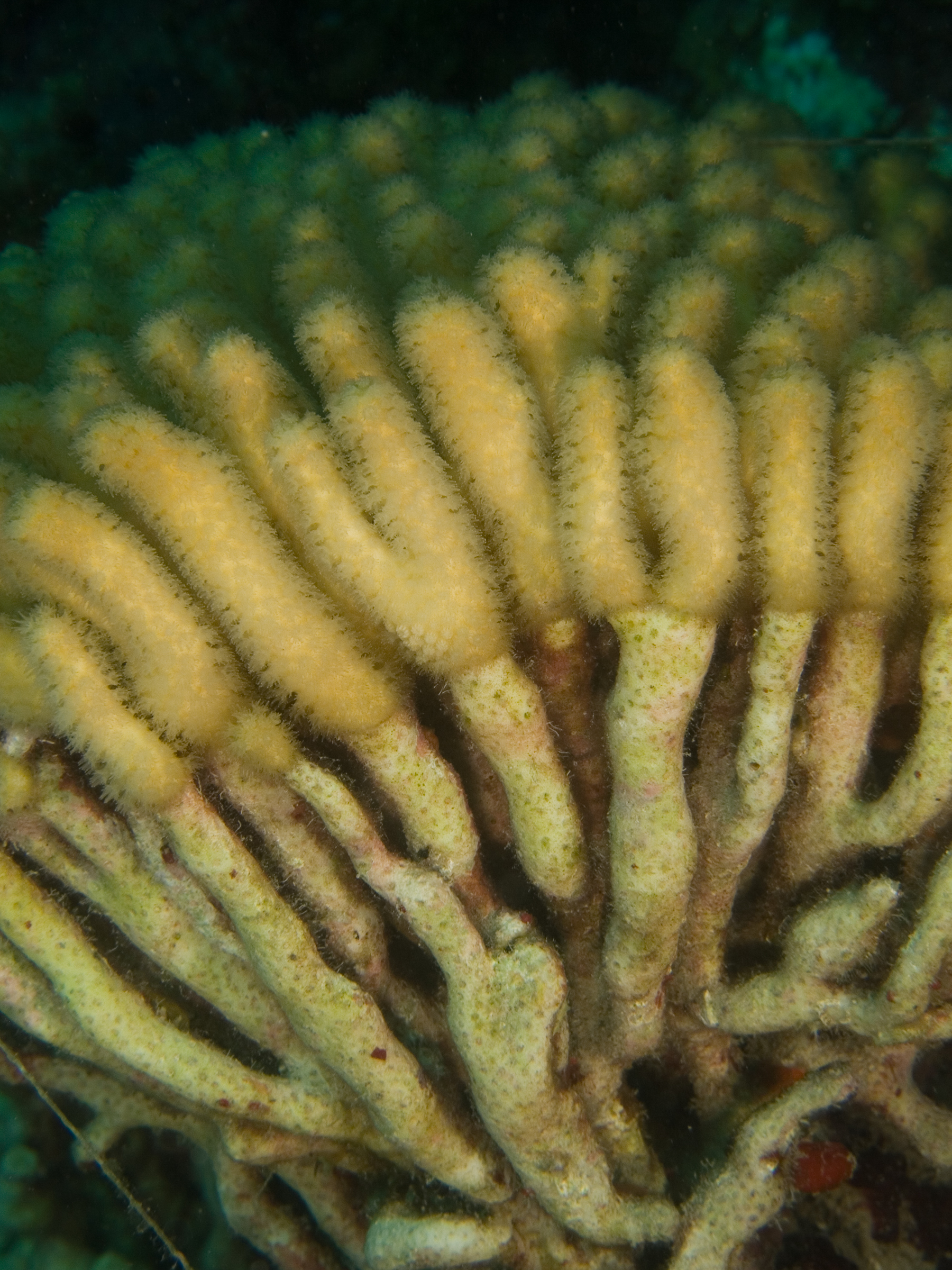
Partes inferiores de ramas de M. auretenra que han perdido sus pólipos

Madracis auretenra es una especie de coral que pertenece a los corales hermatípicos de la familia Pocilloporidae, orden Scleractinia. 
El nombre actual de la especie es reciente, siendo bien conocida hasta ese momento por su actual sinónimo, Madracis mirabilis.

## Morfología
Forma grandes colonias densamente ramificadas. Las ramas tienen forma de lápiz con la punta roma. En entornos exteriores del arrecife forma colonias hemisféricas de más de 2 m de diámetro, con miles de ramas cilíndricas, de menos de 1 cm de diámetro. En arrecifes interiores y lagunas, las colonias tienen ramas más gruesas, con los extremos aplanados, y pueden medir más de 5 m. Según van creciendo las ramas, su parte próxima a la base de la colonia va perdiendo los pólipos, dejando el esqueleto desnudo, pudiendo repoblarse estas zonas por otros invertebrados sésiles o algas.
Los coralitos están ampliamente espaciados sobre la superficie de la colonia, y tienen una columela sólida y cónica. Normalmente tienen 10 septos fusionados con la columela.
Los tentáculos de los pólipos son de color amarillo luminoso, crema o marrón pálido, y están extendidos día y noche.

## Hábitat
Viven en arrecifes de coral localizados en mares tropicales, en zonas poco profundas, de 3 a 40 m, bien iluminadas y cercanas a las costas. Tanto en zonas interiores como exteriores de los arrecifes, incluyendo lagunas y canales. Es una especie común en su rango de distribución geográfica.

## Distribución geográfica
Se distribuyen por el océano Atlántico occidental, desde Florida, también en el Golfo de México, el Caribe, Bahamas y Bermuda.
Es especie nativa de Anguila; Antigua y Barbuda; Bahamas; Barbados; Belice; Bermuda; Bonaire, Sint Eustatius y Saba (Saba, Sint Eustatius); islas Caimán; Colombia; Costa Rica; Cuba; Curasao; Dominica; República Dominicana; Estados Unidos; Granada; Guadalupe; Guatemala; Haití; Honduras; Jamaica; Martinica; México; Montserrat; Nicaragua; Panamá; Puerto Rico; San Cristóbal y Nieves; Santa Lucía; Saint Martin (parte francesa); San Vicente y las Granadinas; Sint Maarten (parte holandesa); Trinidad y Tobago; Turks y Caicos; Venezuela; islas Vírgenes, inglesas e islas Vírgenes, de Estados Unidos.

## Alimentación
Los pólipos contienen algas simbióticas llamadas zooxantelas. Las algas realizan la fotosíntesis produciendo oxígeno y azúcares, que son aprovechados por los pólipos, y se alimentan de los catabolitos del coral (especialmente fósforo y nitrógeno). Esto les proporciona entre el 75 y el 95% de sus necesidades alimenticias. El resto lo obtienen atrapando plancton microscópico y materia orgánica disuelta en el agua.

## Reproducción
Se reproducen asexualmente mediante gemación y por rotura de alguna de sus ramas. Sexualmente son hermafroditas y producen gametos masculinos y femeninos en su mesenterio. Se denominan pseudo-criadores, ya que expulsan al exterior larvas sin signos de crecimiento interno. Las larvas una vez en el exterior, permanecen a la deriva arrastradas por las corrientes varios días, y tras deambular por la columna de agua marina, se adhieren al sustrato o rocas y comienza su vida sésil, generando un esqueleto individual, o coralito, y replicándose después por gemación, dando origen así a la colonia coralina.